# عبدالله زارع
عبدالله زارع (زادهٔ ۱۳۰۴ – درگذشتهٔ ۲۴ مرداد ۱۳۹۵) کشتی‌گیر و مربی کشتی ایرانی بود که از او به عنوان «پدر کشتی شهر ری» یاد می‌شود. زارع از قهرمانان کشتی فرنگی ایران بود که در اواخر دههٔ ۱۳۳۰ به دلیل آسیب‌دیدگی بازنشسته شد و با پیشنهاد حبیب‌الله بلور و سید محمد خادم حقیقت به مربیگری در شهر ری پرداخت. او کشتی‌گیرانی از جمله قاسم بابایی جعفری، محمدابراهیم امامی، عباس بشیری، مهدی سبزعلی، مهدی و محمد شربیانی، حسن شاهسون، ولی اکبر و محسن و حمید سوریان را پرورش داد که در میدان‌های بین‌المللی و جهانی قهرمان شدند. او در سال ۲۰۰۹ (۱۳۸۸) از سوی فیلا به عنوان «بهترین مربی کشتی جهان» شناخته شد.
زارع در مرداد ۱۳۹۵ پس از سال‌ها کسالت و درحالیکه در بیمارستان فارابی شهرری بستری بود، در سن ۹۰ سالگی درگذشت. تشییع پیکر او با حضور مردم و شخصیت‌های ورزشی و اجتماعی کشور همراه بود. پیکر او در قطعه نام‌آوران بهشت زهرا به خاک سپرده شد.